# Gasparo Gozzi
Gasparo Gozzi (né le 4 décembre 1713 à Venise et mort le 26 décembre 1786 à Padoue) était un journaliste italien, poète, critique et créateur de périodiques La Gazzetta et L’Osservatore du XVIIIe siècle.
Gasparo Gozzi est le frère aîné de Carlo Gozzi et le mari de la poétesse italienne Luisa Bergalli (1703-1779).

## Biographie
Gasparo Gozzi est né à Venise le 4 décembre 1713 premier de onze enfants, de Iacopo Antonio et Angela Tiepolo, patricienne vénitienne. Gasparo reçoit ses premiers rudiments auprès de précepteurs domestiques, puis entre au collège Somasque de Murano. Continuant à cultiver les lettres il étudie le droit et les mathématiques à Venise. Il écrit ses premiers textes lorsqu'il tombe amoureux de la poétesse Luisa Bergalli, qui a dix ans de plus que lui.
Il a créé La Gazzetta en 1760. Le périodique présentait des chroniques de la vie vénitienne à l'époque. La Gazzetta a cessé de paraître en 1761.

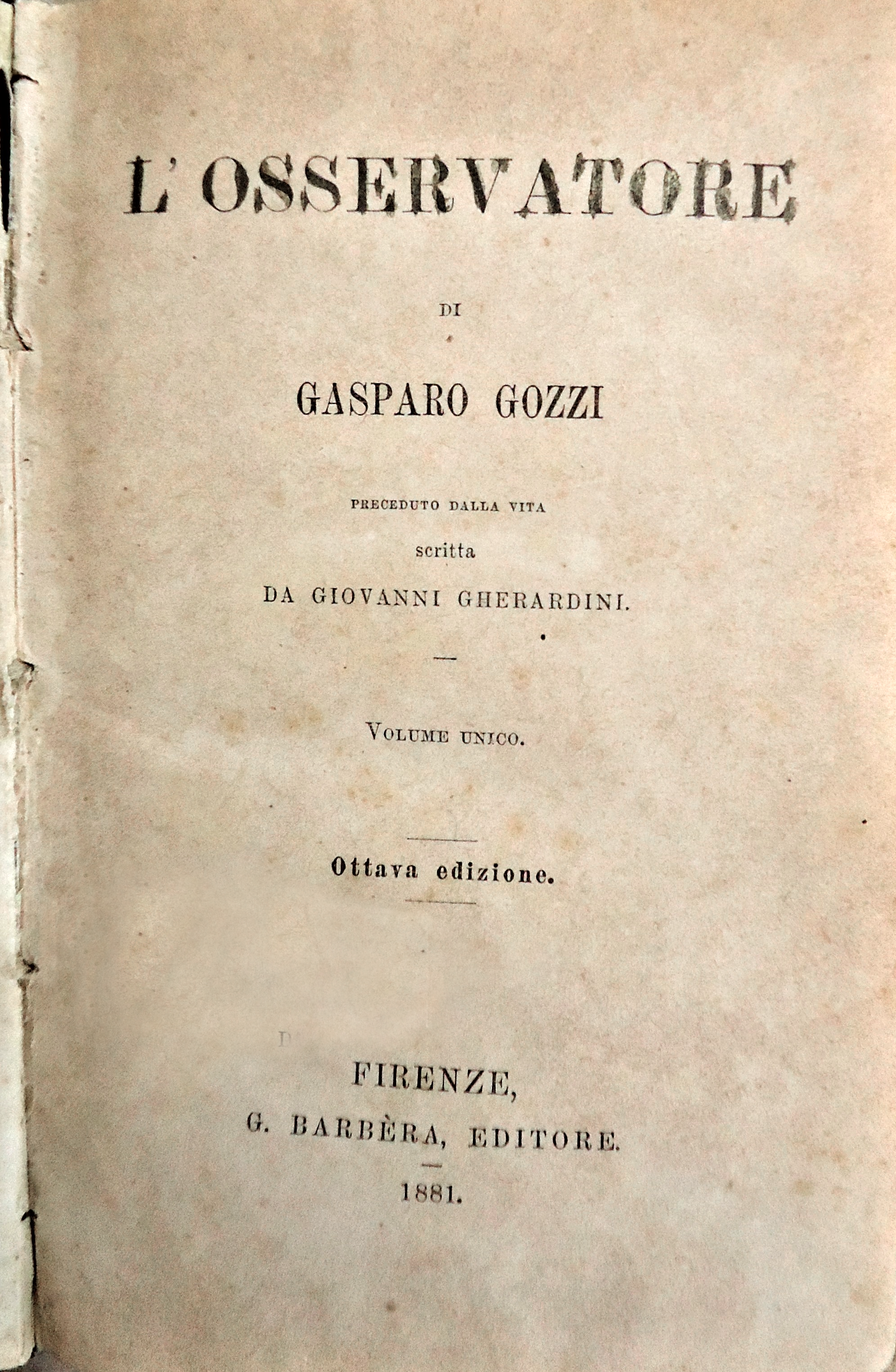
Gasparo Gozzi-Osservatore-Barbèra editore-1881

## Œuvres
- Col più devoto ossequio : interventi sull'editoria (1762-1780), édition de Mario Infelise et Fabio Soldini, Venise, Marsilio, 2003 Rassemble des articles sur l'édition par Gasparo Gozzi publiées pour la première fois pour la plupart d'entre eux
- Lettere, édition de Fabio Soldini, Parma, Fondazione Pietro Bembo, U. Guanda, 1999
- Difesa di Dante, édition de Maria Grazia Pensa, Venise, Marsilio, 1990
- Scritti scelti, édition de Nicola Mangini, Turin, UTET, 1976
- Zaïre, tragédie en 5 actes et en vers de Voltaire, traduction italienne par Gasparo Gozzi, Paris, Michel Lévy frères, 1857
- Sermoni, Milan, G. Silvestri, 1826
- Poesie inedite del conte Gasparo Gozzi, pubblicate per la prima volta, Venise, Picolti, 1821
- Novelle morali del signor di Marmontel. Tradotte dal francese da Gasparo Gozzi, Venise, B. Occhi, 1762
- Opere di Molière, traduction de Gasparo Gozzi, Venise, 1756-1757, 4 tomes
- Rime piacevoli d'un moderno autore, Lucques, 1751
- Edipo, tragédie, Venise, P. Bassaglia, 1749